# 旅日朝鲜人总联合会
旅日朝鲜人总联合会，简称朝鲜总联，亦简称总联，是一个位于日本的朝鲜人组织。由于朝鲜民主主义人民共和国与日本并没有建立正式的外交关系，此组织事实上承担着维持日朝两国外交关系的角色。朝鲜总联的部分高官会取得朝鲜最高人民会议的官职。目前的主席許宗萬以及其他5位高级官员都是朝鲜最高人民会议的议员。
总联的总部位于东京都千代田区，其在日本各地都有支部。总联在日本支持着很多机构，包括十八家媒体，二十三家企业。这其中包括了著名的弹珠机产业。总联开设了60所“朝鲜学校”以及1所“朝鲜大学校”，以及银行等其他机构。
朝鮮總聯在日本名義上屬於沒有法人資格的無權力社團，因曾涉及間諜工作、文世光事件、祖國防衛隊事件等問題，目前朝鮮總聯是日本公安調査廳基於《破壞活動防止法》的調查對象團體之一。另外，朝鮮總聯被指與北韓綁架日本人事件有關，但朝鮮總聯對此予以否認並稱綁架問題是安倍政權進行民族壓迫的一種方式。

## 历史

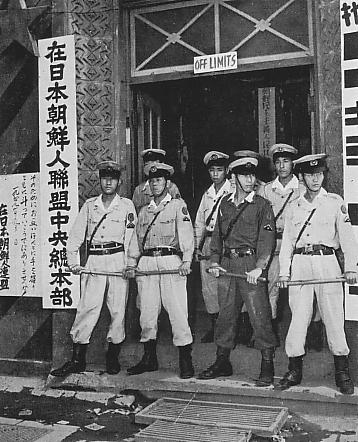
1949年9月8日，在朝总联总部门前持械警戒的日本警察。

在日本居住的朝鲜籍人士主要包括以下几部分：
- 日治朝鲜时期的移民 （1910年－1945年）
- 二战期间的劳工
- 二战后的难民，包括济州四·三事件产生的难民

一份1953年的官方调查显示，在这些人中有93%来自朝鲜半岛南部，也就是现在的南韓。 
在1945年之前，由于日本实际统治朝鲜半岛，所以当时朝鲜人均为日本籍。二战后，日本在朝鲜半岛的统治结束，由于当时朝鲜半岛还未建立国家，所有旅日朝鲜半岛人的国籍都被登记为“朝鲜”（조선）。1948年，大韩民国和朝鲜民主主义人民共和国先后成立。由于当时的日本政府只承认大韩民国是朝鲜半岛唯一合法政府，不承认朝鲜民主主义人民共和国，因此之前在日本登记国籍为“朝鲜”的朝鲜半岛籍人可以选择加入日本或韩国国籍，而忠于朝鲜的朝鲜籍人士只能保留他们之前登记的国籍——“朝鲜”。注意此处的“朝鲜”意指被日本吞并前的统治朝鲜半岛的“朝鲜國”，并非今日的“朝鲜民主主义人民共和国”。
1948年，南北朝鲜各自独立建国。在1965年日本与韩国实现邦交正常化，承认韩国是唯一代表朝鲜半岛人民的合法政府后，在日本登记为“朝鲜”国籍的人士可以选择重新登记为“大韩民国”国籍，而不愿意更改国籍的人保留了他们的“朝鲜”国籍。
1952年，朝鲜最高领导人金日成呼吁信仰社会主义的在日朝鲜人建立一个联系朝鲜与日本，并谋求南北统一的组织。随后朝鲜总联在1955年5月25日宣告成立。
自1959年起，总联呼吁在日本的朝鲜人返回“社会主义人间天堂”、地上樂園北朝鲜居住。此举被民团强烈反对。大约有87,000名在日朝鲜人和6,000多日本配偶返回了北朝鲜。日本有调查显示，在返回的人中，有大约1万人被送入监狱或集中營。

## 意识形态
总联在其官方网站上宣称其所有的活动都严格遵循朝鲜的指导思想——主体思想，并称其致力于在主体思想下谋求南北的统一。总联不承认位于朝鲜半岛南部的大韩民国，一般以“南朝鲜”称之，同时反对在日语中使用“韩国”一词。总联反对日语中用“北朝鲜”称呼朝鲜民主主义人民共和国，总联一般称其为“朝鲜”、“共和国”或“社会主义祖国”。1972年时总联曾发起呼吁要求在日本所有媒体在涉及北朝鲜的新闻报道中，每篇报道至少提及一次“朝鲜民主主义人民共和国”这一官方称号，但被对方拒绝。总联称其为所有在日本朝鲜人的代表性组织，拒绝承认自己是少数派团体。
在日本，另一个朝鲜半岛侨民组织是在日本大韩民国民团（简称民团），是大韩民国在日本的民间组织。目前在总共61万居住在日本但未入日本籍的朝鲜人中，65%加入民团，而25%加入总联。在两大在日朝鲜人团体总联和民团中，总联较为保守，其反对朝鲜人和日本人通婚，反对朝鲜人归化日本，甚至反对朝鲜人参加日本的选举投票；而民团则刚好相反，其致力于推进韓僑和日本人的交往。

## 运作

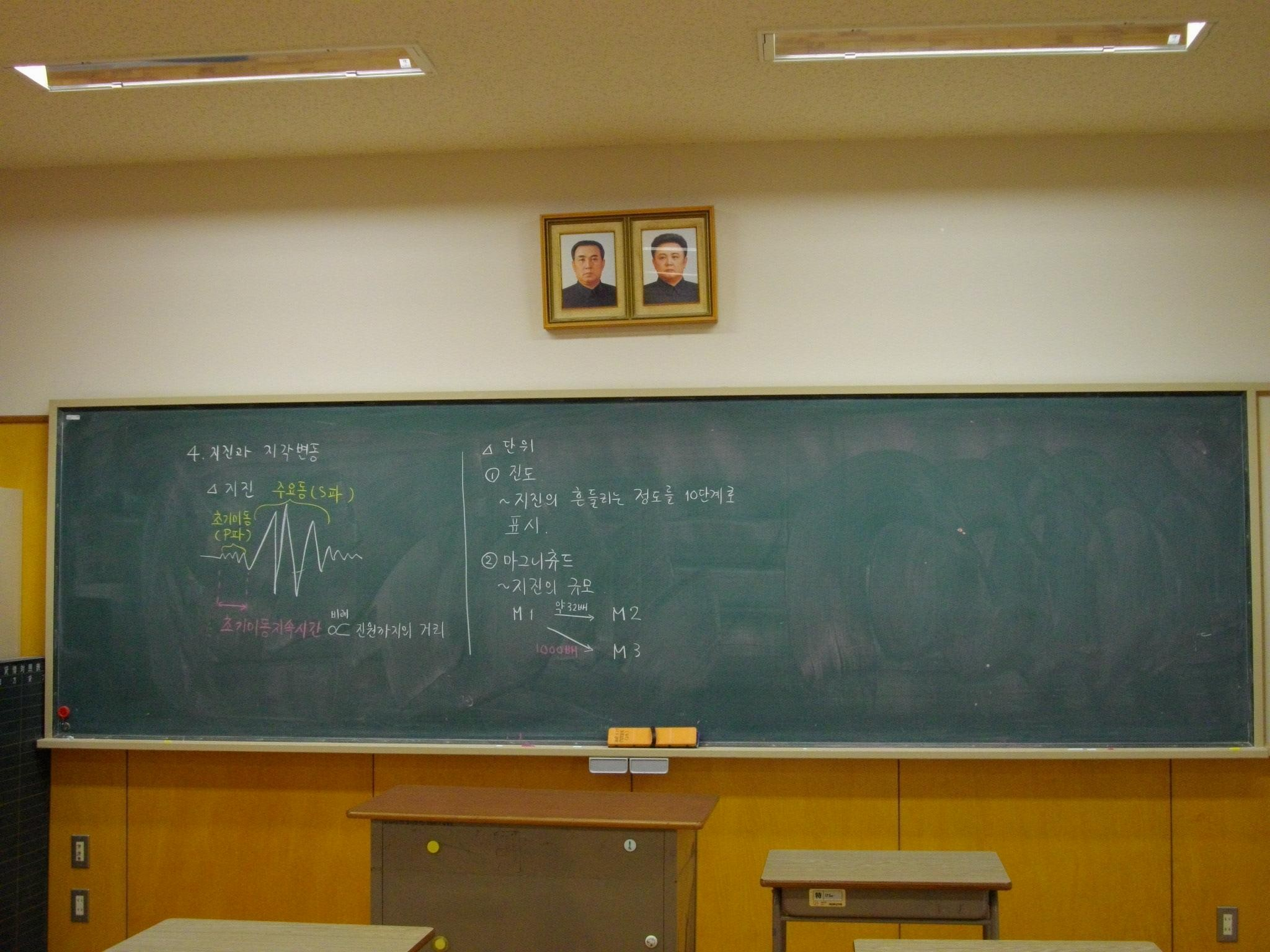
东京“朝总联”下属的文化普及机构（朝鮮學校）的教室，懸掛金日成與金正日的肖像

总联为会员提供包括法律、婚姻咨询，工作介绍在内的服务。其也为在日朝鲜人申请朝鲜护照。 
有总联背景的商业机构为其会员提供工作岗位。研究机构“全球安全”（global security）认为总联拥有日本弹珠机产业的三分之一，平壤依赖此产业的收入，每年可从此产业中获得6－19亿美元的收益。
总联旗下有报纸，杂志以及其他出版物。《新报》是朝总联机关报，也是朝总联最主要的对外宣传阵地。它的报道一定程度上可以反映朝鲜国内的政治动向。此外，总联也同样组织文化活动和体育代表队。
总联还负责回朝鲜探亲的服务。来往于朝鲜元山市和日本的新潟市的万景峰92号渡輪在2006年被日本政府禁止入港前，是日朝之间直航的唯一方式。此后，日朝之间的交通则依靠高丽航空提供的包机。
总联总部从1961年开始每3年进行换届选举并制定目标和政策。

## 下属机构
- 朝鮮學校
  - 3所幼稚班（相當於日本的幼稚園）
  - 19所初級學校（小學校）
  - 34所初中級學校
  - 5所初中高級學校
  - 2所中級學校（中學校）
  - 3所中高級學校
  - 4所高級學校（高等學校）
  - 朝鮮大学校（大學）
  - 朝鮮總聯中央學院[9]
- 8家银行
- 12家藝文團體
  - 總聯映畫製作所[9]
  - 金剛山歌劇團[9]
  - 東京朝鮮歌舞團[10]
  - 北關東朝鮮歌舞團[10]
  - 東海朝鮮歌舞團[10]
  - 京都朝鮮歌舞團[10]
  - 大阪朝鮮歌舞團[10]
  - 兵庫朝鮮歌舞團[10]
  - 廣島朝鮮歌舞團[10]
  - 九州朝鮮歌舞團[10]
  - 朝鮮文藝社[9]
  - 朝鮮音樂社[9]
- 企業
  - 日本中外旅行社
  - 金剛保險株式會社[9]
  - 朝日輸出入商社[9]
  - 東海商事株式會社[9]
  - 朝鮮特物物販賣株式會社[9]
  - 朝鮮產業株式會社[9]
  - Chiyoda国際貿易[9]
  - 株式會社近洋海運[9]
  - 海陽藥業株式會社[9]
  - 共同興業株式會社[9]
  - 慶和商事株式會社[9]
  - 隆興貿易株式會社[9]
- 旅日朝鮮工商聯合会（商工聯）[9][1]
- 旅日朝鮮青年同盟（朝青）[9]
- 旅日朝鮮民主女性同盟（女性同盟）[9]
- 旅日朝鮮青年商工會（青商会）[9]
- 旅日朝鮮人教職員同盟（教職同）[9]
- 旅日朝鮮人中央教育會[9]
- 旅日朝鮮信用組合協會（朝信協）[9]
- 旅日朝鮮言論出版人協會[9]
- 旅日朝鮮社会科學家協會（社協）[9]
- 旅日朝鮮人科學技術協會（科協）[9]
- 旅日朝鮮人醫學協會（醫協）[9]
- 旅日朝鮮人人權協會[9]
- 旅日朝鮮文學藝術家同盟（文藝同）[9]
- 旅日朝鮮人體育聯合會（體聯）[9]
- 旅日朝鮮留學生同盟（留學同）[9]
- 旅日朝鮮人宗教人聯合会[9]
- 旅日朝鮮佛教徒協會（佛協）[9]
- 旅日朝鮮歴史考古學協會[9]
- 旅日朝鮮人統一同志會[9]
- 旅日朝鮮和平擁護委員會[9]
- 旅日朝鮮學生委員會[9]
- 朝鮮新報社[9]
- 朝鮮通讯社[9][1]
- 學友書房[9]
- 朝鮮青年社[9]
- 朝鮮問題研究所[9]
- 旅日朝鮮人足球隊[9]
- 朝鮮美術研究所[9]
- 總聯合營事業推進委員會[9]
- 同胞結婚相談中心[9]

### 相似機構
- 旅华朝鲜人总联合会、朝鲜駐華大使館
- 臺北駐日本經濟文化代表處